# Urška Hrovat
Urška Hrovat, née le 18 février 1974 à Ljubljana, est une skieuse alpine slovène.

## Championnats du monde
- Championnats du monde de 1996 à Sierra Nevada (Espagne) :
  -  Médaille de bronze en Slalom

## Coupe du monde
- Meilleur résultat au classement général : 9e en 1998
  - 5 victoires : 5 slaloms

### Saison par saison
- Coupe du monde 1992 :
  - Classement général : 58e
- Coupe du monde 1993 :
  - Classement général : 51e
- Coupe du monde 1994 :
  - Classement général : 10e
    - 1 victoire en slalom : Maribor I
- Coupe du monde 1995 :
  - Classement général : 10e
    - 1 victoire en slalom : Méribel
- Coupe du monde 1996 :
  - Classement général : 14e
    - 1 victoire en slalom : Garmisch
- Coupe du monde 1997 :
  - Classement général : 12e
- Coupe du monde 1998 :
  - Classement général : 9e
    - 1 victoire en slalom : Crans Montana
- Coupe du monde 1999 :
  - Classement général : 30e
    - 1 victoire en slalom : Park City
- Coupe du monde 2000 :
  - Classement général : 53e
- Coupe du monde 2001 :
  - Classement général : 47e

### Arlberg-Kandahar
- Meilleur résultat : 9e place du slalom 1993 à Cortina d’Ampezzo